# Luxiaria phyllosaria
Luxiaria phyllosaria là một loài bướm đêm trong họ Geometridae.